# Brdo Cirkvensko
Brdo Cirkvensko es una localidad de Croacia en el municipio de Sveti Ivan Žabno, condado de Koprivnica-Križevci.

## Geografía
Se encuentra a una altitud de  m s. n. m. a  km de la capital nacional, Zagreb.

## Demografía
En el censo 2011, el total de población de la localidad fue de 156 habitantes.
| Gráfica de población de Brdo Cirkvensko 1857-2011                   |
|                                                                     |
| Según los censos de población de la oficina estadística de Croacia. |